# Bangana diplostoma
Bangana diplostoma är en fiskart som först beskrevs av Heckel, 1838.  Bangana diplostoma ingår i släktet Bangana och familjen karpfiskar. IUCN kategoriserar arten globalt som livskraftig. Inga underarter finns listade.